# Basima
Basima (izg. Bazima), pleme s otoka Ferguson u Papui Novoj Gvineji, govore jednim od dijalekata jezika galeye, šira skupina Dobu-Duau. Od susjednih Dobuanaca prilično se razlikuju po kulturi i običajima. Prema Bronislaw Bronislawu Malinowskom nemaju čamaca poput ostalih susjednih otočnih plemena, a kratke plovidbe obavljaju tek na malenim splavima s od 3 do 5 povezanih balvana. Kuće su im također manje i slabije građe od dobuanskih. Bili su veoma nepristupačni, agresivni i opasni za svoje susjede.

## Vanjske poveznice
- Galeya